# Імпульсно-ударні і вібраційні методи діяння на нафтові поклади
Імпульсно-ударні методи відносяться до ряду комбінованих методів підвищення нафтогазовилучення з пласта. 
Провідність пласта у привибійній зоні можна підвищити шляхом впливу на породи потужними ударними хвилями, що генеруються під час вибуху на вибої глибинних бомб і зарядів вибухових речовин (ВР) спеціального призначення. Утворювана при цьому мережа тріщин у твердих породах поряд із супутними вибуху тепловими ефектами та фізико-хімічними змінами властивостей нафти під впливом продуктів вибуху, що проникають у пори пласта, створюють умови, які сприяють поліпшенню припливу нафти й газу до свердловин. Одним з варіантів імпульсно-ударного впливу на пласт є розрив його пороховими газами, який здійснюється спеціальними снарядами АДС і генераторами тиску ПГД-БК. У результаті такого впливу утворюється нова мережа тріщин у твердих породах. Збільшення пористості гірських порід і, отже, флюїдопроникності, а також дія теплових ефектів обумовлюють збільшення припливу нафти й газу до свердловин. 
Крім того, на нафту позитивно впливають продукти згоряння, збільшуючи її текучість. Як правило, продукти згоряння містять діоксид вуглецю, соляну кислоту, воду, хлор, оксиди азоту. Ці речовини діючи на продуктивний пласт розчиняють карбонатні складові породи, руйнують адсорбційні шари на межах розділу. Сукупна дія фізичних і хімічних чинників приводить до збільшення дебітів свердловин.
Безперервні коливальні процеси можна генерувати у привибійній зоні пласта також за допомогою гідравлічних вібраторів, що спускаються на трубах і приводяться в дію прокачуванням через них робочої рідини (нафти). У гідравлічних вібраторах типу ГВЗ імпульси тиску на вибої виникають унаслідок того, що турбіна, яка обертається під впливом потоку рідини, поперемінно перекриває та відкриває вихід її з корпусу вібратора. Залежно від витрат рідини й параметрів вібратора імпульси тиску на вибої можуть досягати декількох мегапаскалів (МПа). Вібратор генерує хвильові процеси, що супроводжуються «диханням» тріщин, винесенням у свердловину забруднюючих частинок і води з пор пласта, зниженням в’язкості пластової нафти.